# Friedrich Carl Hösch
Friedrich Carl Hösch (* 1836 in Kleinlangheim; † 1888) war ein deutscher Lithograf, Illustrator, Maler und Grafiker. Hösch war Gründer und Mitinhaber der Nürnberger Kunstanstalt Hösch und Frankenberger.

## Leben

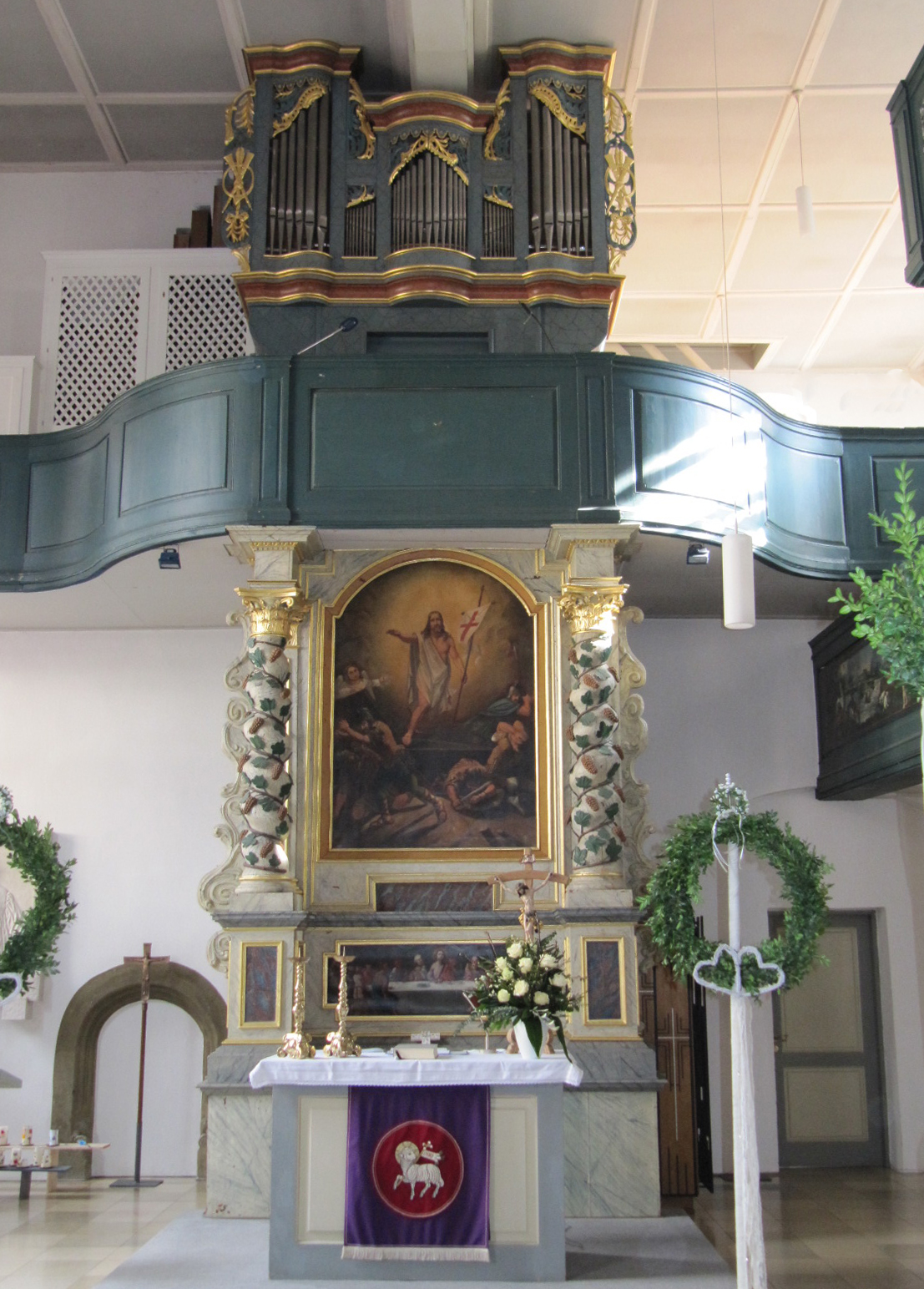
Altarblatt von Hösch in der Kleinlangheimer Kirche

Friedrich Carl Hösch wurde im Jahr 1836 in der zum Bezirksamt Kitzingen gehörenden Gemeinde Kleinlangheim im bayerischen Kreis Unterfranken und Aschaffenburg geboren. Der Vater war als Schneidermeister tätig. Weitere Informationen über die evangelisch-lutherische Familie des Malers sind nicht bekannt. Ebenso ist die schulische Ausbildung Höschs nicht überliefert. Hösch studierte ab dem Wintersemester 1853 an der Akademie der Bildenden Künste in München Malerei. Wahrscheinlich zog er bereits 1854 nach Nürnberg. Hier gründete er die Kunstanstalt Hösch und Frankenberger, die am Egidienplatz 22 im Stadtteil St. Sebald ihren Sitz hatte. 
Hösch trat in dieser Zeit auch selbst als Künstler hervor. Es entstanden Porträts bekannter Nürnberger Persönlichkeiten, wobei sich der Maler in der Anfangszeit insbesondere auf Ölgemälde von Ehepaaren spezialisierte. Wahrscheinlich verzog Friedrich Carl Hösch im Jahr 1882 mit seiner Familie nach München. Hier sind keine Arbeiten mehr von ihm nachweisbar. Friedrich Carl Hösch starb im Jahr 1888.

## Werke (Auswahl)
Hösch schuf neben einer Vielzahl an Porträts und Genrestücken in verschiedenen Maltechniken auch Gesellschaftsspiele und Bücher mit Kinderspielen. So ist ein „Mensch ärgere dich nicht“ von ihm genauso überliefert wie ein Ziehbilderbuch, das unter dem Namen „Friedrich Carl Hösch’s Ziehbilderbuch“ vermarktet wurde. Daneben war Hösch auch als Kirchenmaler tätig. Erhalten hat sich das Altarblatt in der Georgskirche seines Geburtsortes Kleinlangheim.
- 1849, Altarblatt „Auferstehung“, St. Georg und Maria, Kleinlangheim